# Sangue, labuta, lágrimas e suor

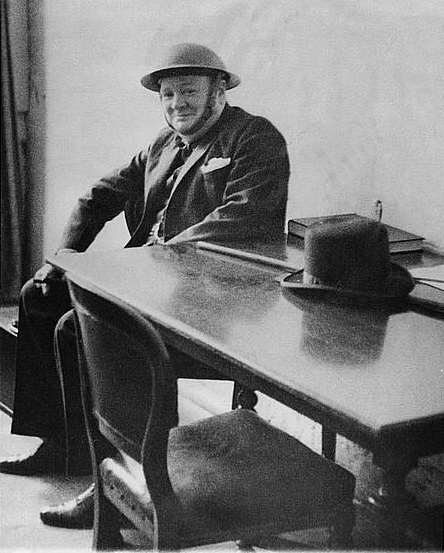
Churchill, protegido por capacete militar, em 1940

A frase "blood, toil, tears and sweat" (pt:“sangue, labuta, lágrimas e suor”) tornou-se famosa num discurso proferido por Winston Churchill na Câmara dos Comuns do Parlamento do Reino Unido em 13 de maio de 1940. O discurso geralmente é conhecido por esse nome.

## Fundo
Este foi o primeiro discurso de Churchill desde que se tornou primeiro-ministro. Foi apresentado à Câmara dos Comuns em 13 de maio de 1940, após ter sido oferecida a comissão do rei na sexta-feira anterior, para se tornar primeiro-ministro no primeiro ano da Segunda Guerra Mundial. Churchill substituiu Neville Chamberlain em 10 de maio e, neste discurso, pediu à Câmara que declarasse a sua confiança no seu governo. A moção foi aprovada por unanimidade.

## História
Churchill havia usado frases semelhantes anteriormente, como "Seu suor, suas lágrimas, seu sangue" em 1931, e "novas estruturas de vida nacional erguidas sobre sangue, suor e lágrimas" em 1939.
A frase de Churchill, “Não tenho nada a oferecer a não ser sangue, trabalho, lágrimas e suor”, foi chamada de paráfrase daquela proferida em 2 de julho de 1849 por Giuseppe Garibaldi ao reunir suas forças revolucionárias em Roma: “Ofereço a fome, a sede, a fome forçada, marchas, batalhas e morte". Quando jovem, Churchill considerou escrever uma biografia de Garibaldi. As circunstâncias sob as quais Garibaldi fez aquele discurso - com a República Romana revolucionária sendo esmagada e Garibaldi precisando manter o moral de suas tropas - foram de certa forma comparáveis à situação da Grã-Bretanha com a França sendo esmagada pelo Ofensiva alemã.
Theodore Roosevelt pronunciou uma frase semelhante à de Churchill em um discurso ao Colégio de Guerra Naval dos Estados Unidos em 2 de junho de 1897, após sua nomeação como secretário federal adjunto da Marinha: "Cada homem entre nós está mais apto para cumprir os deveres e responsabilidades da cidadania. por causa dos perigos sobre os quais, no passado, a nação triunfou; por causa do sangue, do suor e das lágrimas, do trabalho e da angústia, através dos quais, nos dias que se passaram, nossos antepassados avançaram para o triunfo." A frase de Churchill foi chamada de "citação direta" do discurso de Roosevelt.
Outras versões da frase são "Ela [a poesia] é forjada lenta e dolorosamente, elo por elo, com sangue, suor e lágrimas" (Lord Alfred Douglas, 1919), "Sangue, suor e milhões de lágrimas" (Lord Byron, 1823) e "...amoleça / isso com tuas lágrimas, ou suor, ou sangue" (John Donne, 1611). Em latim, Cícero e Tito Lívio usaram a frase “suor e sangue”.

## Trechos
Estamos na fase preliminar de uma das maiores batalhas da história.... Que estamos em ação em muitos pontos – na Noruega e na Holanda –, que temos que estar preparados no Mediterrâneo. Que a batalha aérea é contínua e que muitos preparativos devem ser feitos aqui em casa.

 Gostaria de dizer à Assembleia, tal como disse àqueles que aderiram a este governo: "Não tenho nada para oferecer senão sangue, trabalho, lágrimas e suor". Temos diante de nós uma provação do tipo mais doloroso. Temos diante de nós muitos e muitos longos meses de luta e sofrimento.

 Você pergunta: qual é a nossa política? Direi: É fazer a guerra, por mar, terra e ar, com todas as nossas forças e com todas as forças que Deus pode nos dar; travar guerra contra uma tirania monstruosa, nunca superada no sombrio e lamentável catálogo do crime humano. Essa é a nossa política. Você pergunta: qual é o nosso objetivo? Posso responder em uma palavra: Vitória. Vitória a todo custo – Vitória apesar de todo o terror – Vitória, por mais longo e difícil que seja o caminho, pois sem vitória não há sobrevivência.
(Texto conforme fornecido em Hansard )

## Reação
Churchill não foi a escolha preferida da maioria dos conservadores para suceder Chamberlain, mas a moção de 13 de maio "Que esta Câmara acolha a formação de um governo que represente a determinação unida e inflexível da nação para levar a guerra com a Alemanha a uma conclusão vitoriosa" aprovado por unanimidade. Ele era impopular em muitos círculos desde a década de 1930 e os deputados ignoraram ou criticaram discursos nos quais denunciava a política de apaziguamento do primeiro-ministro em relação à Alemanha; até mesmo outros que se opunham a Chamberlain o evitavam. Um historiador descreveu o efeito do discurso no Parlamento, no entanto, como "eletrizante... Ele ainda estava discursando na Câmara dos Comuns, mas agora estava ouvindo e aplaudindo". (No entanto, o próprio Churchill sustentou posteriormente que muitos deputados conservadores ainda o viam com reserva e foi só no seu discurso de 4 de julho de 1940, anunciando a ação britânica contra a frota francesa em Mers-el-Kébir, que ele pôde sentir que tinha o total apoio de toda a Câmara.).

## Legado
Em 26 de abril de 2013, o Banco da Inglaterra anunciou que, sob um retrato de Churchill, a frase "Não tenho nada a oferecer além de sangue, trabalho, lágrimas e suor". deveria adornar a nova nota de 5 libras. Foi emitido em setembro de 2016.